# Antoine Philippe Guesviller
Antoine Philippe Guesviller (Antoine Philippe Gues-Viller, selon son acte de naissance, né le 10 mars 1791 à Paris 1er, décédé le 5 novembre 1865 à Paris 8e) est un sénateur et militaire français.
Il est grand-croix de la Légion d'honneur.

## Famille
Antoine Philippe est le fils de Philippe Guesviller (1753-1820) et de Henriette Partouneaux (1759-1816), laquelle est la sœur du général Louis Partouneaux (1770-1835) et la tante du général Maurice Partouneaux (1798-1865). Louis Partouneaux est le beau frère du général Jean Baptiste Fidèle Bréa (1790-1848).
Il est intéressant de noter que parmi les témoins cités au contrat de mariage de ses parents, le 18 mai 1784, figurent Félicité Jean Louis de Durfort, ministre plénipotentiaire, son épouse Armande Jeanne Claude de Béthune, Louis Richard de la Bretèche receveur général des finances (1722-1804) et son frère Jean-Claude Richard de Saint-Non, ainsi que le secrétaire de Charles Juste de Beauvau-Craon maréchal de France.
Marie Aurélie Guesviller, sœur de Antoine Philippe, a épousé Charles Louis César du Port de Pontcharra (1787-1858) colonel, inspecteur des Manufactures royales d’armes.
Par son mariage, le 26 février 1820, avec Sophie de Malus (1802-1868), il est le gendre de Louis François de Malus (1767-1851) officier de marine et chevalier de l’Ordre royal et militaire de Saint-Louis lui-même fils de François de Malus (1737-1820) commissaire ordonnateur des guerres, commandeur de la Légion d’Honneur, baron d’Empire, dont un autre fils, Marie Sébastien (1769-1816), commissaire des guerres, est l’oncle par alliance de Honoré de Balzac.
Sophie de Malus a deux frères : Gustave François (1797-1858) qui est capitaine et participe à la conquête de l’Algérie en 1830, et Victor Adolphe (1798-1883), général de brigade.
La nièce du général, Marguerite de Malus (fille de Victor Adolphe) avait une personnalité originale et écrivait des romans roses pour la jeunesse, sous le pseudonyme transparent de Lionel de Movet. Dans le célèbre livre de l'abbé Bethleem " Romans à lire et romans à proscrire " (1928), sont notamment cités : " Les cimes du cœur " (journal d'une jeune fille pendant la guerre), " Chemin secret " (un vrai chemin de croix, infortunes d'une jeune fille, sentiments élevés), " Les griffes du destin " (deux nouvelles, dont la première tragique), " Le coffret de jasmin " (moral et chrétien), " Le collier de turquoise " (livre plein d' épisodes édifiants).
Étienne Louis Malus (1775-1812) ingénieur, physicien et mathématicien est le neveu de François de Malus.
Le gendre du général Guesviller, Félix Hudelist(1813-1900) est colonel et commandeur de la Légion d’Honneur.
Le fils du général, Edmond (1833–1859), a épousé Nathalie Heurard d’Armieu de Fontgalland (1835–1904), fille de Pierre Hyppolyte Heurard d’Armieu (1787–1864) garde du corps du roi Louis XVIII et de Claire Dubu d’Agville (1804–1853), fille de Michel Gaspard Dubu d’Agville (1756–1821), garde du corps de Louis XVI, chevalier de Saint Louis, lieutenant colonel de cavalerie.
Son petit-fils, Henri, a épousé Marthe Allut, fille de Louis Marie Auguste Allut (1835-1886) (arrière petit cousin de Antoine Allut)
et de Laure Adelaïde Récamier (1845-1871).
Marthe est l'arrière-petite-fille de Gabriel-Joseph de Jerphanion (1758-1832) préfet et baron d’Empire et cousin issu de germains de Jean-Jacques-Régis de Cambacérès.
Son arrière-petit-fils, René, a épousé Hélène Zolla, fille de Daniel Zolla, professeur à l'École libre des Sciences politiques
et à l'École de Grignon, l'un des fondateurs de l'économie agricole, et petite fille de l’amiral Ernest Amédée Mouchez (1821-1892)

## Biographie

### Carrière militaire
Antoine Philippe Guesviller entre à l’École spéciale militaire de Saint-Cyr le 1er octobre 1808. Il y est nommé caporal (18 mai 1809) puis sergent fourrier le 6 juin 1809.
À sa sortie, le 16 janvier 1810, il est nommé sous-lieutenant au 66e régiment d'infanterie de ligne et envoyé en Espagne où il fait les campagnes de 1810, 1811 et une partie de celles de 1812, sous les ordres successifs du duc de Dalmatie, du prince d’Essling et du duc de Raguse. Le 2 mars 1811, il est nommé lieutenant. Le 22 juillet 1812, il se distingue lors de la bataille des Arapiles (près de Salamanque) où un coup de feu lui brise l’orteil du pied gauche ce qui l’oblige à rentrer en France.

Le 14 avril 1813, il est nommé capitaine adjudant major dans le 20e régiment provisoire du 5e bataillon du 66e RI. Il se signale à nouveau à Lutzen, Bautzen, Dresde et à Leipzig où il est grièvement blessé par un biscaïen qui lui traverse l’épaule.
Il fait le récit de cette journée dans une lettre adressée à son père:
« Mon cher père et ami, je suis en ce moment hors de tout danger quoique, cependant, ma blessure soit encore bien ouverte, qu’elle donne une suppuration très abondante ; avant-hier, on m’a sondé ma plaie pour la dixième fois et on a retiré plusieurs esquilles et plusieurs morceaux de drap qui étaient restés dans l’intérieur. Cette opération m’a beaucoup soulagé. Je viens de passer au grand conseil de santé de Metz qui a jugé qu’il fallait nécessairement que les eaux me redonnent la liberté de mon bras dont je suis extrêmement gêné ; et en résultat de cette décision, j’ai reçu l’ordre du général commandant la place de me rendre directement à mon dépôt où j’y recevrai  les nouveaux ordres du ministre de la Guerre. Je pense qu’après mon entière guérison, je passerai dans la Garde impériale, du moins on me l’a fait espérer. Permets moi maintenant de te donner une idée de la manière miraculeuse avec laquelle j’ai pu échapper aux dangers vraiment inouïs que j’ai courus.
C’est le 16 octobre 1813, devant Leipsick à 9 heures du matin, que l’Empereur a attaqué les armés austro-russes. Après six heures d’une vive canonade,  il les a entièrement repoussées. Pendant cette affaire à une lieue sur la gauche, notre corps d’armée observait un corps suédois de 30 000 hommes, disait-on.
L’après midi, nous recevions l’ordre de nous porter sur Leipsick, nous étions en marche et près d’arriver aux portes de cette ville, lorsque nous entendons de toutes parts les cris de : « Vive l’Empereur ; la victoire est à nous ! ».
Cependant le corps ennemi que nous avions abandonné volontairement commençait à serrer de près notre arrière-garde ; nous fûmes donc obligés de faire demi-tour à droite et de marcher en ordre de bataille sur ces audacieux. Une vive canonade s’étant engagée sur toute la ligne, nous les repoussons d’abord vigoureusement, mais on nous a mal renseignés, ce n’était pas trente mille hommes, mais quatre-vingt dix mille que nous avions en face de nous, c'est-à-dire toute l’armée suédoise, sous les ordres du prince de Ponte-Corvo et une partie de l’armée prussienne. Malgré le nombre, nous nous battons comme des déterminés ! Cependant notre gauche commence à ployer ; notre artillerie ne peut plus soutenir le feu de l’artillerie ennemie, ce que voyant, le maréchal Marmont Auguste-Frédéric-Louis Viesse de Marmont envoie sans tarder deux régiments, le nôtre et le 25e provisoire. Nous nous portons en masse sur la ligne. Les régiments qui y étaient déjà, avaient été mis en déroute, nous rétablissons l’affaire, et malgré le feu de mitraille de 50 pièces de canon, nous marchons sur les carrés suédois, nous les culbutons emportés par notre fougue et par la voix du général qui nous crie à chaque instant : « En avant brave 20ème ». Nous marchons toujours sans être soutenus. Bientôt nous sommes entourés par la cavalerie ennemie qui essaye de nous entamer, mais en vain. On fait alors pleuvoir sur nous une grêle de mitraille : le colonel, le commandant, presque tous les officiers sont bientôt hors de combat. Je me mets à la tête du régiment au moment où tourné vers eux je leur criais : « En avant sur les pièces ! » un biscaïen me traverse le corps de part en part et me jette raide sur le carreau. Revenu à moi je me suis vu dépouillé de tout. On m’avait enlevé ma ceinture où il y avait 32 napoléons, volé ma montre, coupé mon habit en morceaux, arraché ma croix, enlevé mes bottes. Je n’avais plus sur le corps qu’une chemise et un caleçon de peau. La nuit tombante, je résolus de m’échapper et de me traîner sur les genoux et la main droite jusqu’à nos avant-postes, ce que je n’effectuais pas sans peine, à chaque instant, rencontrant des cadavres sur lesquels il me fallait passer. »
Il participe ensuite à la campagne de 1814 dans le 66e régiment d'infanterie de ligne et fait la campagne de 1815. Le 11 août 1815, en exécution d'une ordonnance, il est licencié.

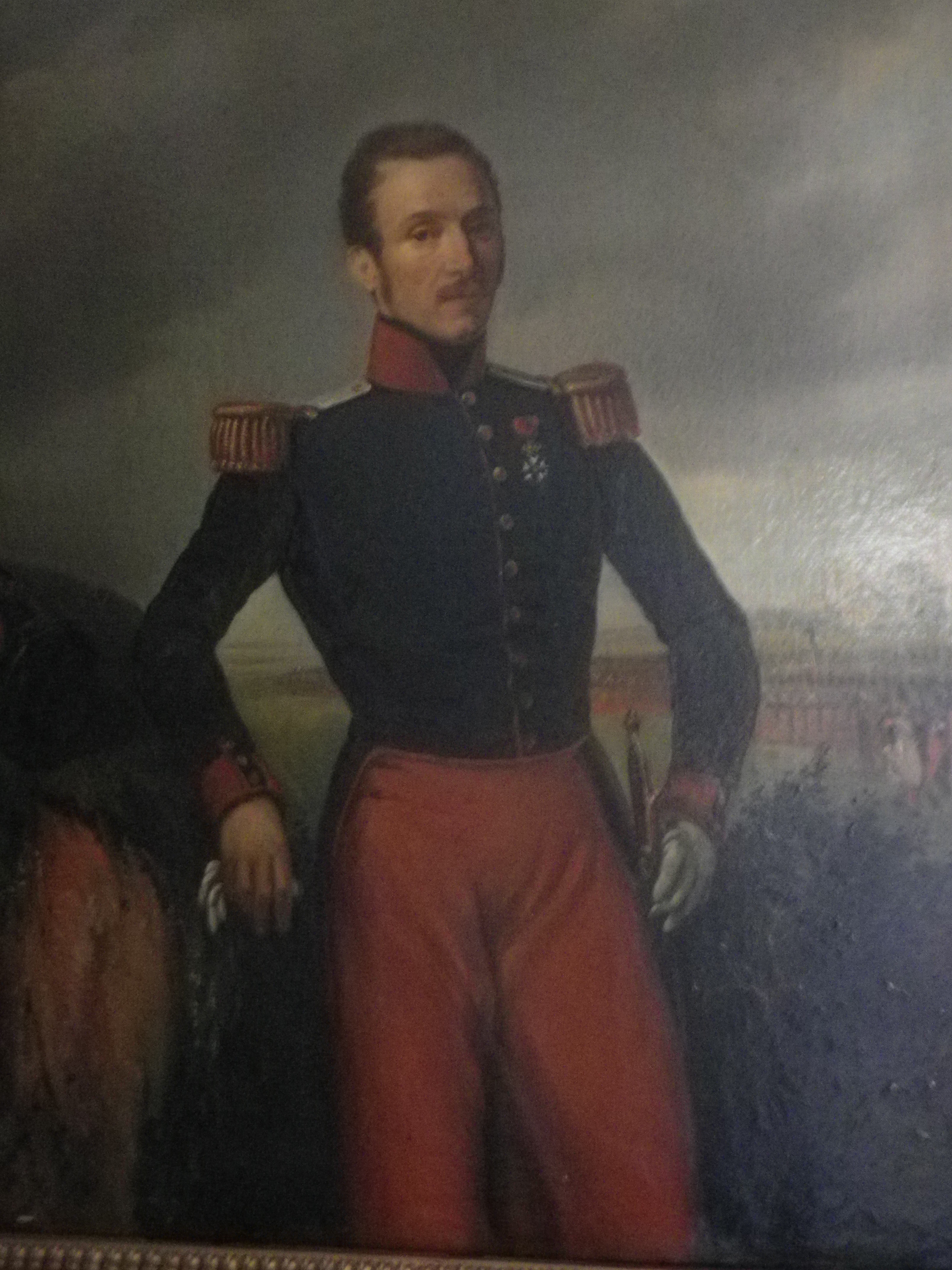
Antoine Philippe Guesviller en tenue de lieutenant colonel du 62e de ligne

Lors de son licenciement, sur les registres servant à l’inscription des services et campagnes des officiers du 66e, le colonel met la notation suivante : «  M. Gues-Viller est un officier très instruit, qui non seulement à l’armée conduit bien sa compagnie, mais qui, dans son intérieur, en dirige fort bien l’administration. Ce jeune homme, plein de zèle et de feu militaire, peut être employé d’une manière très avantageuse ».
Le 27 mars 1816, une ordonnance le nomme à la Légion du département de Seine-et-Oise qui devient le 38e de ligne le 22 septembre 1820.

Promu chef de bataillon le 26 juin 1822, il participe à la campagne d’Espagne en 1823.
En 1831, il fait la campagne de Belgique. Le 9 juin 1832, il est nommé lieutenant colonel du 62e de ligne.

### La période algérienne
Il est envoyé en Afrique avec son régiment en 1836. Promu colonel le 31 août 1836, il prend, le 1er octobre, à Oran, le commandement du 23e de ligne qui, en mai 1837, fait partie de la division conduite par le général Bugeaud à Tlemcen.
Après le traité de la Tafna, il rentre à Oran, puis rejoint Bône avec son régiment, afin de prendre part à la deuxième expédition de Constantine.
En 1839, il est colonel du 23e régiment d'infanterie de ligne. Il fait partie de l’expédition des Portes de Fer, commandée par le duc d’Orléans et prend une part active aux nombreuses opérations qui ont lieu dans les environs de Blida. Le 30 septembre 1839, il est cité pas le maréchal Valée pour sa conduite au combat d’Oued-el-Alleg, où, il contribue à la réussite de la journée, grâce à une charge à la baïonnette à la tête du 3e bataillon du 23e.
Le 24 janvier 1840, apprenant qu’un détachement du camp de Boufarik était aux prises avec de nombreux contingents, il réunit son régiment à la hâte, se jette sur l’ennemi et le force à la retraite, après lui avoir fait éprouver quelques pertes. (Lettre du maréchal Valée  au ministre du 25 janvier 1840).
En mars 1840, il est appelé à faire partie des expéditions de Cherchell, puis de Médéa, le 23e régiment d'infanterie de ligne étant placé dans la première brigade commandée par le général d’Houdetot, la division étant sous les ordres du duc d’Orléans qui a en si grande estime Antoine Philippe Guesviller qu’il lui fait don de son portrait. Le 27 avril, il contribue à l’enlèvement des positions occupées par les partisans d'Abd el-Kader sur l’Oued-Djer et le 12 mai, il participe à la prise du col de Mouzaïa, où il plante le drapeau du 23e de ligne (en souvenir, des assiettes sont vendues dans le commerce, elles représentent le colonel à cheval et portent l’inscription suivante « Le colonel Gues-Viller reçoit un cheval du duc d’Aumale au col de Mouzaïa »). Le duc d'Aumale relate ce geste de la manière suivante : « Je trouvais Guesviller épuisé, assis par terre sans pouvoir avancer ; je me jetai à bas de mon cheval, je le forçais d'y monter et, me fiant à mes jambes de 18 ans, je rejoignis à la course les grenadiers qui marchaient en avant des tambours. J'arrivai au moment où l'on plantait sur la position le drapeau du 23e ».
Le 16 mai 1840, il ouvre la route de Médéa et il est appelé au commandement des troupes chargées d’occuper cette place et emploie ses hommes à effectuer de nombreux travaux défensifs autour de la ville. Rentré en France en juin 1840, il est nommé général de brigade le 21 juin, et il est mis à la disposition du maréchal Valée. Il retourne en Algérie le 18 septembre 1840 où il reste un peu plus d’un an et remplit successivement les fonctions de commandant de la subdivision de Constantine et de celle de Sétif, alors en formation, avec mission de procéder à l’organisation des tribus relevant de ce commandement.
En juin 1841, placé sous les ordres du général de Négrier, il prend part à la réduction des Ouled–Shanoun. Le 8 septembre 1841, il part de Sétif, à la tête d’une colonne de troupes, parcourt la Medjana, ainsi que les contrées situées à l’ouest de cette plaine. Il consolide l’autorité du général Négrier qui doit se rendre à M'Sila qui a reconnu l'autorité d'Abd el-Kader. Son frère Hadj-Mustapha s'y trouve encore.
Du 3 décembre 1841 au 10 avril 1848, il est commandant de la subdivision du Loir-et-Cher, puis il prend le commandement de la 1re brigade de la 1re division de l’armée des Alpes. En 1848, il est nommé inspecteur général du 12e arrondissement d’infanterie. Le 5 juin, il est maintenu dans cette fonction et le 12 juin 1848, il est nommé général de division du cadre de réserve par le général Cavaignac.

### Le corps expéditionnaire de la Méditerranée
En tant que commandant de la 1re division de l’armée des Alpes, devenue, le 14 juillet 1848, la 1re du corps expéditionnaire de la Méditerranée, le général Guesviller fait partie du corps expéditionnaire de la Méditerranée et participe siège de Rome en 1849. Il a sous ses ordres les brigades des généraux Jean Levaillant et Sauvan. Le 3 juin 1849, alors que les troupes romaines tentent une attaque sur le Ponte Molle, Gueswiller arrive avec l'une de ses brigades, celle du général Levaillant, qui charge à la baïonnette et repousse les assaillants. Dans la journée du 21 juin, le général, accompagné de 4 bataillons, est sur le haut du Tibre, proche de la villa Borghèse. Il prend position sur les hauteurs, bombarde son objectif, fait des prisonniers et se retire.
À propos du bombardement possible de Rome, il écrit : « Si pour notre légitime défense, nous étions obligés d’en arriver à de pareilles extrémités, ce serait très fâcheux, mais j’avoue à ma honte peut-être, que j’aime mieux la vie d’un de mes soldats, que la conservation d’un palais qui pourrait la compromettre ».
Il écrit également de Rome : « Mon installation n’est pas très confortable ; je suis dans une petite chapelle, entièrement délabrée, ouverte à tous les vents ; du foin pour lit et, les deux premiers jours n’ayant aucun moyen de faire la cuisine, obligé d’aller mendier ma nourriture aux bivouacs de mes colonnes, assez bien approvisionnées par leurs soldats, qui, parcourant les campagnes trouvent, avec un peu d’argent, le moyen de se procurer quelques vivres chez les habitants ».
Le 28 juin, il envoie la brigade du général Sauvan à Tivoli, pour y détruire la poudrière où s'approvisionnent les Romains. Le 3 juillet, la 3e division occupe la porta del Popolo. En juillet 1849, le ministre Rullière écrit au général Oudinot de Reggio, il félicite les hommes qui ont participé au siège de Rome, dont le général Guesviller.
Le général raconte la prise de Rome, dans une lettre adressée à sa famille et datée du 6 juillet 1849 : « Ainsi que je l’avais prévu, nous ne pouvions tarder à nous rendre maîtres de Rome ; nous y sommes entrés le 3 et c’est ma division qui, la première a eu cet honneur ; les autres divisions de l’armée n’ont pris position dans l’intérieur de la ville que dans la journée du 4. Nous avons livré le 30 un assaut très rigoureux qui nous a rendu maîtres d’une partie du rempart le mieux fortifié, dans lequel l’ennemi a éprouvé des pertes considérables ; effrayée sans doute de cette attaque et voulant éviter les horreurs qui sont la conséquence forcée d’une ville prise d’assaut, la population romaine a envoyé au général en chef la personne la plus notable de la municipalité, pour demander à capituler. Après 36 heures de discussion, une capitulation très honorable pour la France, puisqu’elle nous laisse libre d’agir comme nous l’entendrons, a été acceptée et signée par les partis belligérants. Presque toutes les troupes régulières qui se trouvaient au service du Pape, avant la révolution, ont déjà fait leur soumission et font cause commune avec la nôtre pour le rétablissement de la paix, le raffermissement de l’ordre et de la tranquillité si fortement ébranlée par tous les misérables individus qui étaient venus se réfugier à Rome. Beaucoup d’entre eux avaient déjà quitté la ville avant que nous y fussions entrés, et nous serons bientôt débarrassés de ceux qui restent au moyen des mesures énergiques et vigoureuses que l’on déploie à leur égard. Le fameux Garibaldi est parti à la tête de 1000 à 1200 mauvais chenapans, il emporte avec lui, dit-on, 3 ou 4 millions et se dispose à continuer une guerre de brigands dans la montagne ; une colonne mobile d’infanterie et de cavalerie est à sa poursuite et espère anéantir promptement cette bande qui, bientôt en horreur, par ses vols et déprédations, sera en outre traquée comme des bêtes féroces par les habitants des campagnes ; ainsi donc l’affaire purement militaire peut-être considérée comme définitivement terminée ; mais il reste encore cette politique qui sera moins meurtrière mais dont la solution sera bien longue et bien difficile. Quel rôle, nous gouvernement républicain allons nous jouer vis-à-vis de l’Autriche et de Naples, gouvernement monarchique ? Marcherons nous avec les puissances d’un commun accord, lorsqu’en apparence nous sommes si divisés par nos institutions ?
Mon quartier général est au Palais Borghèse. Nulle part, pas même aux Tuileries, je n’ai rencontré de luxe plus grand, des meubles plus somptueux, des étoffes plus riches et une collection plus précieuse de tableaux et d’objets d’art en tous genres. C’est véritablement un palais rêvé par les contes des Les Mille et Une Nuits. Le prince pour éviter la tourbe révolutionnaire dont il aurait été victime sans aucun doute s’est réfugié à Naples …
Nous sommes fort occupés à établir nos soldats le moins mal possible et ce n’est pas chose facile lorsqu’une pareille opération roule sur 30 000 hommes ; il y a ici un grand nombre de mauvais gueux qui jouent fort proprement du stylet ; tous ceux pris nantis de cette arme sont immédiatement jugés par un conseil de guerre et fusillés dans les 24 heures, cette juste mesure de rigueur, nous débarrassera des uns et épouvantera les autres, il faut l’espérer. Plusieurs soldats sont déjà tombés victimes de leurs lâches attentats. »

### Le retour en France

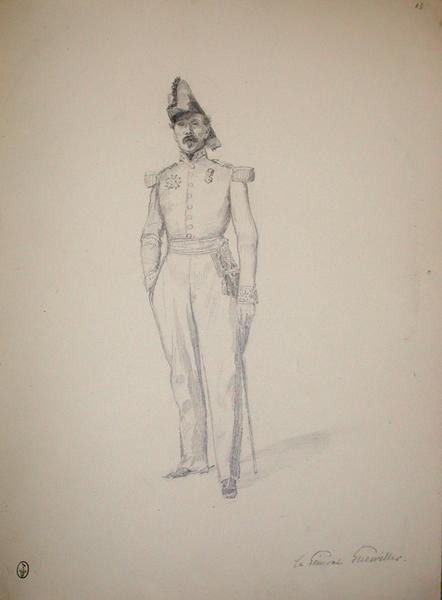
Le Général Guesviller dessiné par Auguste Raffet.

En 1850, il est nommé inspecteur général et commandant supérieur des 14e et 15e divisions militaires.
Peu de jours avant le coup d’État, le prince-président le convoque aux Tuileries, lui demande s’il peut compter sur son dévouement à la cause impériale et lui propose de faire partie de sa maison militaire en lui laissant entrevoir la possibilité d’obtenir le bâton de maréchal. Le général refuse : « Je sers la France, non un parti » aurait-il répondu.
Le 31 décembre 1852, l’empereur le nomme sénateur et le maintient au commandement de la 15e division, à Rennes, devenue par la suite 16e division, à la suite de la suppression des commandements supérieurs.

Du 31 mai au 1er novembre 1854, il commande le 2e corps d’armée du camp du Nord, puis il reprend la 16e division. Il exerce à nouveau le commandement du 2e corps de l’armée du Nord à partir du 7 mars 1855, jusqu’à la dissolution des corps d’armée.
Il a sous ses ordres 3 divisions, composées chacune de 2 brigades : la 1re division d’Infanterie du général Borrelli composée de la 1re brigade du général de Noüe et la 2e brigade du général Fririon et la 2e division d’Infanterie du général de Ladmirault composée de la 1re brigade du général Esterhazy et la 2e brigade du général de  Leyritz, enfin la division de cavalerie du général Grand composée de la  1re brigade du général Ney et la 2e brigade du général Genestet de Planhol.
À l’occasion d’une manifestation, le général reçoit de l’Empereur la lettre suivante, datée du 17 mai 1855 : « Mon cher Général, En vous rendant l’interprète de la manifestation sympathique des troupes placées sous vos ordres au sujet de l’évènement du 28 avril, vous étiez assuré du plaisir que j’en éprouverais. Dites, je vous prie, en mon nom à vos braves soldats, combien j’ai été touché de ce témoignage de dévouement. Quant au vôtre, Général, vous n’aviez pas besoin de m’en renouveler l’expression : Vous m’avez appris depuis longtemps et j’aime toujours à y compter. Je vous en remercie. Croyez, mon cher Général, à tous mes sentiments. »
Au moment où il va être placé dans la deuxième section (réserve), il est nommé, le 11 mars 1856, au commandement de la 15e division, à Nantes, qu’il conserve jusqu’au 1er mai 1857.

### Le rappel pour l'Afrique du Nord
Alors qu’il est depuis quelque temps dans le cadre de réserve, Napoléon III le rappelle pour lui donner le commandement supérieur des forces françaises de terre et de mer en Algérie, en remplacement du général de Mac-Mahon placé à la tête du 2e corps de l’armée d’Italie.
Il remplit ces fonctions du 24 avril au 20 août 1859.
Le 8 mai 1859, il assiste à une représentation du Trouvère à l’Opéra d’Alger, en présence du comte Prosper de Chasseloup-Laubat, ministre de l’Algérie et des colonies et du maire d’Alger Jean Jules Sarlande.
Le général fait à son fils le tableau suivant de son nouveau poste : « Alger, 5 juin 1859 : Les chaleurs commencent à être insupportables en ville, et je vais m’établir, demain mardi, à Mustapha, charmante et délicieuse campagne, à une lieue d’Alger. Nulle part en France, on ne trouverait une nature plus riche et plus luxuriante, une vue plus variée et plus étendue : ce sont des coteaux très accidentés, très fertiles, couverts d’orangers, de citronniers et d’arbres de vieilles essences diverses; ce sont de charmantes villas, bâties à l’italienne, qui parsèment tout le paysage; c’est Alger, c’est son port plein de vie et d’animation; ce sont ses vaisseaux avec leurs mâtures coquettes et leurs pavillons flottants; c’est enfin la mer où l’œil embrassant un immense horizon cherche avidement le bienheureux bâtiment qui nous apporte de nouvelles de France. Voilà un ravissant tableau, vas-tu dire, mon cher enfant, mais, qu’on paye cher par la solitude et l’isolement qui vous environnent de tous côtés et qui pèsent sur vous comme un manteau de plomb.
Je suis interrompu par un planton qui me remet une dépêche télégraphique dont voici la teneur : l’empereur à l’impératrice : « Grande victoire; cinq mille prisonniers et quinze cents tués ! ». Si ce n’était en toutes lettres, je croirais vraiment que l’on a mis un zéro de trop, pour les tués surtout. Un aussi magnifique résultat ne peut évidemment être que la suite d’une grande bataille où l‘on aura frotté d’importance MM les Autrichiens. Nous en attendons avec impatience les détails. Je donne immédiatement l’ordre que l’on tire 50 coups de canon et que tous les édifices soient illuminés, aujourd’hui même, pour célébrer ces magnifiques faits d’armes. »
Une de ses premières mesures est d’envoyer une petite colonne parcourir le Sud Ouest de la province d’Oran pour affirmer la domination française aux Sahariens qui la contestent. Une convention signée le 25 mai par le commandant de la colonne française et les chefs arabes, confirme le rétablissement de l'autorité française dans la zone.
En juillet 1859, une insurrection éclate dans la Zouagha et le général Guesviller donne des ordres pour rétablir l'ordre dans cette contrée montagneuse, en envoyant une colonne de 18 000 hommes sous les ordres du général Lefebvre, qui entre à Constantine, le 8 juillet.
À la même époque, les populations marocaines ayant dépassé leurs frontières et commis  des actes de pillages et de violence, le général engage une grande partie des troupes de la division d’Oran, avec l'ordre de refouler les assaillants sur le territoire marocain, sans toutefois franchir les frontières. Il envoie, en outre, à Nemours (actuellement Ghazaouet), le premier bataillon de chasseurs à pied, et ordonne que deux bataillons du 9e de ligne, ainsi que quatre escadrons du 4e chasseurs soient mobilisés et mis en état de se porter, au premier ordre, sur le théâtre des opérations. Grâce à ces mesures, les Marocains sont repoussés.
Le 20 août 1859, le comte Prosper de Chasseloup-Laubat, ministre des colonies, adresse une lettre au général qui rappelle les services rendus : « Général, Au moment où l’Empereur vient d’appeler le général de Martimprey au commandement supérieur des forces de terre et de mer en Algérie, je veux vous dire quel bon souvenir je garderai des rapports que j’ai eus avec vous, et combien m’a été précieux le concours que vous n’avez cessé de me donner, avec une simplicité et un dévouement dont j’ai été profondément touché.
J’ai dit à sa Majesté combien la fermeté unie à l’esprit de conciliation que vous avez apporté dans toutes vos relations avec les autorités civiles et militaires avaient facilité ma tâche; et je ne crains pas de vous donner l’assurance que sans les exigences d’une loi qui ne permet de réclamer vos services qu’en temps de guerre, on aurait été sans doute heureux de vous conserver un commandement que vous remplissiez si bien.
Pour moi, Général, je ne puis que vous exprimer les biens sincères regrets que j’éprouve à voir se terminer si tôt une mission dans laquelle vous avez su acquérir de nouveaux droits à la reconnaissance du pays. »
Le 14 mai 1861, par décret impérial, il est maintenu définitivement dans la première section du cadre d’état-major général, après avoir figuré dans la deuxième section de ce cadre. Le maréchal Randon lui donne avis de cette décision.
Il meurt à Paris le 5 novembre 1865. Ses obsèques sont célébrées en l’Église de la Madeleine le 7 novembre 1865.
L’empereur, qui s’est fait représenté par le comte Émilien de Nieuwerkerke, adresse au général baron de Malus, une lettre écrite à Compiègne, datée du 13 novembre 1865 : « Mon cher général, J’ai appris avec peine, la mort du général de Gues-Viller votre beau-frère. Veuillez agréer l’expression des regrets qu’elle me cause et en faire part à Madame de Gues-Viller en l’assurant de l’intérêt que je porte à ses enfants.Je seraiheureux de trouver l’occasion de lui être utile et vous me ferez plaisir en m’indiquent ce qu’elle pourrait désirer. Croyez, mon cher général, à tous mes sentiments d’amitié. »
Dans son éloge funèbre, le comte Paul de Partouneaux dit : « le général Gues-Viller a légué à ses enfants, comme un précieux héritage, un nom illustre, et de glorieux souvenirs. Qu’ils aient toujours, présente à l’esprit, l’image de leur aïeul avec son auréole de renommée et de vertus. Que sa belle vie rayonne toujours à leurs yeux comme un noble exemple à suivre, et qu’un jour l’on puisse dire d’eux ce que l’on disait jadis d’un vaillant capitaine, et ce que l’on pouvait naguère répéter au bord de la tombe en un solennel adieu au général : Il a vécu sans peur et sans reproche. »
Il est enterré au cimetière de Montmartre 22e division, no 1, 12e rang.

## Distinctions honorifiques
Ordre national de la Légion d'honneur :
 Chevalier, le 14 septembre 1813
 Officier, le 28 octobre 1823
 Commandeur, le 23 novembre 1839
 Grand-officier, le 18 août 1849
 Grand-croix, le 31 décembre 1857
Ordre de Saint Ferdinand d’Espagne :
Chevalier, en novembre 1823
Ordre de Pie IX :
Grand croix, le 30 septembre 1849

## Sources
Ouvrages utilisés pour la rédaction de cet article :
- « Antoine Philippe Guesviller », dans Adolphe Robert et Gaston Cougny, Dictionnaire des parlementaires français, Edgar Bourloton, 1889-1891 [détail de l’édition]
- P. Barthes, « Le général Gues-viller (1791-1865) », Carnet de la Sabretache, Revue militaire rétrospective, no 185,‎ mai 1908, p. 309 (lire en ligne)Article rédigé par le capitaine de frégate P. Barthes, le 5 mai à bord du Bouvines, à Quiberon
- André Borel d'Hauterive, Les grands corps politiques de l'état : biographie complète des membres du sénat, du conseil d'état et du corps législatif, 1853, 2e éd., 451 p. (lire en ligne)
- Marguerite de Malus, Notice biographique sur le général Gues-Viller, grand-croix de la Légion d'honneur, chevalier de Saint-Louis, chevalier de Saint-Ferdinand d'Espagne, grand-croix de l'ordre de Pie IX, sénateur, Grenoble, Xavier Drevet, 1897, 28 p. (lire en ligne)
- Henri Jean F. Edmond Pellissier de Reynaud, Annales algériennes, t. 2, 1854, 517 p. (lire en ligne)
- Jean Baptiste Philibert Vaillant, Siège de Rome en 1849 par l'armée française : Journal des opérations de l'artillerie et du génie, Imprimerie Nationale, 1851, 221 p. (lire en ligne)